# Алерио
Алерио (фр. Allériot) насеље је и општина у источном делу централне Француске у региону Бургоња, у департману Саона и Лоара која припада префектури Шалон сир Саон.
По подацима из 2011. године у општини је живело 997 становника, а густина насељености је износила 74,07 становника/km². Општина се простире на површини од 13,46 km². Налази се на средњој надморској висини од 181 метар (максималној 214 m, а минималној 173 m).

## Демографија
| 1962. | 1968. | 1975. | 1982. | 1990. | 1999. | 2011. |
| ----- | ----- | ----- | ----- | ----- | ----- | ----- |
| 380   | 384   | 439   | 615   | 737   | 814   | 997   |

График промене броја становника у току последњих година